# یانا پیتمن
یانا پیتمن (انگلیسی: Jana Pittman؛ زادهٔ ۹ نوامبر ۱۹۸۲) یک ورزشکار دو و میدانی، و دونده اهل استرالیا است. وی در مسابقات کشوری و بین‌المللی در مجموع برندهٔ ۹ مدال طلا شده‌است.